# 堤康弘
堤 康弘（つつみ やすひろ、1938年10月21日 - ）は日本の実業家である。堤康次郎は父、堤清二は異母兄、堤義明は同母兄である。
早稲田大学教育学部卒業。株式会社豊島園の社長を務めていたが2005年3月に経営上不正な行為があったとして解任され、西武バス株式会社、西武ハイヤー株式会社、西武運輸株式会社 の取締役も解任された。